# Bighorn Airways
Bighorn Airways (mã ICAO = BHR) là hãng hàng không của Hoa Kỳ, trụ sở ở Sheridan, Wyoming. Căn cứ chính của hãng ở Sân bay Sheridan.

## Lịch sử
Bighorn Airways được thành lập và bắt đầu hoạt động từ năm 1947. Hãng có các chuyến bay chở khách thuê bao, vận chuyển hàng hóa kể cả cho UPS. Bighorn Airways do Robert Eisele và Christopher Eisele làm chủ.

## Đội máy bay
(Tháng 3/2007):
- 4 CASA C-212-200 Aviocar
- 4 Dornier 228-202

Các máy bay ngưng hoạt động (Tháng 11/2006):
- 3 Cessna 340
- 1 Cessna 414
- 1 Bell Jet Ranger
- 1 Cessna 172
- 1 Cessna 180
- 1 Cessna 210
- 1 Cessna Conquest I
- 2 Grumman Air Tractor 301
- 1 Hiller 12E
- 1 Piper SuperCub PA18-150
- 1 Piper PA-31-350